# أريك كينت
اريك كينت (بالإنجليزية: Eric Kent)‏ هو فلاح وسياسي أسترالي، ولد في 30 يوليو 1919 في أستراليا. حزبياً، نشط في حزب العمل الأسترالي (فرع فكتوريا) ‏. وقد انتخب عضو المجلس التشريعي الفيكتوري عن دائرة مقاطعة تشيلسي ‏ (5 مايو 1979 – 14 يوليو 1985) وانتخب عضو المجلس التشريعي الفيكتوري عن دائرة مقاطعة غيبسلاند ‏ (30 مايو 1970 – 19 مارس 1976).